# پل فرانس
پل فرانس (انگلیسی: Paul France؛ زادهٔ ۱۰ سپتامبر ۱۹۶۸) بازیکن فوتبال اهل بریتانیا است.
از باشگاه‌هایی که در آن بازی کرده‌است می‌توان به باشگاه فوتبال آلترینچام، باشگاه فوتبال اشتون یونایتد، باشگاه فوتبال استالی‌بریج سلتیک، باشگاه فوتبال هادرزفیلد تاون، باشگاه فوتبال بریستول سیتی، و باشگاه فوتبال برنلی اشاره کرد.